# Fujiwara no Tadazane
Fujiwara no Tadazane (藤原忠実, [[[1062]] - 1162] Erro: {{japonês}}: texto da transliteração contém caractere não latino (pos 19) (ajuda)), também conhecido como Chisoku-in, filho mais velho de Moromichi, foi um membro da Corte no final do período Heian da história do Japão. Líder do Ramo Hokke do Clã Fujiwara. Foi nomeado como Kanpaku do Imperador Horikawa quando seu pai morreu, mas também era constantemente bombardeado pelas pressões do então Imperador aposentado Shirakawa.
Depois da morte de seu pai (Moromichi), foi adotado por seu avô Morozane. Tornando-o irmão adotivo da Imperatriz Kenshi.

## Carreira
Tadazane se tornou membro da corte no reinado de Horikawa (1087 a 1107), participou do reinado do Imperador Toba (1107 a 1123) e do reinado do Imperador Sutoku (1123 a 1142).
Tadazane iniciou sua carreira na corte como Inspetor Imperial em  28 de agosto de 1099 aos 22 anos de idade. Nesta mesma data se tornou líder dos Hokke Fujiwara.
Foi nomeado Udaijin em 17 de julho de 1100.
Foi nomeado Daijō Daijin em 25 de dezembro de 1105.
Em 19 de julho de 1107 Tadazane se torna Sesshō de Toba. E após a maioridade deste, em Kanpaku a 14 de abril de 1113.
Tadazane se aposenta como Daijō Daijin mantendo todos os privilégios do cargo em 23 de fevereiro de 1121.
Sua influência na vida palaciana era grande e aumentou ainda mais após a morte de Shirakawa em 1129.
Em 2 de outubro de 1140  entrou para o sacerdócio budista aos 62 anos de idade, passando a usar o nome de Enri.
| Precedido por Fujiwara no Moromichi | 25º Daijō Daijin (1105 - 1121)              | Sucedido por Minamoto no Masazane  |
| Precedido por Minamoto no Akifusa   | 67º Udaijin (1100 - 1105)                   | Sucedido por Minamoto no Masazane  |
| Precedido por Fujiwara no Moromichi | -- 18º Líder dos Hokke Fujiwara (1099-1150) | Sucedido por Fujiwara no Tadamichi |